# St. Peter
St. Peter var det skib, som Vitus Bering sejlede med, da han skulle til Alaska. Det lykkedes for ham, men han døde desværre i forsøget. Rejsen til Alaska startede den 6. juli 1741 og sluttede den 21. august 1742.
Romanen Rejsen til håbets ø af Jacob Clausen handler om besætningen på skibet under rejsen.
| Skib | Spire Denne artikel om skibe eller både er en spire som bør udbygges. Du er velkommen til at hjælpe Wikipedia ved at udvide den. |